# Grand Prix de la ville de Pérenchies
Der Grand Prix de la ville de Pérenchies ist ein Straßenradrennen für Männer in Frankreich.
Das Eintagesrennen wurde erstmals in der Saison 1977 ausgetragen, seit 2005 gehört es zur UCI Europe Tour und ist in die UCI-Kategorie 1.2 eingestuft. Die Strecke führt auf einem Rundkurs, der mehrfach absolviert werden muss, um die französische Stadt Pérenchies im Département Nord in unmittelbarer Nähe zu Belgien.

## Sieger (ab 2005)
| Jahr | Sieger              | Zweiter                | Dritter                |          |
| ---- | ------------------- | ---------------------- | ---------------------- | -------- |
| 2005 | Aivaras Baranauskas | Michael Blanchy        | Sven Nys               |          |
| 2006 | Tony Cavet          | Fabrice Debrabant      | Anthony Jaunet         |          |
| 2007 | Peter Ronsse        | Jauhen Hutarowitsch    | Håkan Nilsson          |          |
| 2008 | Steven De Neef      | Florian Guillou        | Håkan Nilsson          |          |
| 2009 | Robert Retschke     | Jurgen François        | Frank Dressler-Lehnhof |          |
| 2010 | Arnaud Démare       | Adrien Petit           | Philip Nielsen         |          |
| 2011 | Anthony Colin       | Romain Delalot         | Morgan Kneisky         |          |
| 2012 | Rico Rogers         | Morgan Kneisky         | Alex Meenhorst         |          |
| 2013 | Melvin Rullière     | Pierre Drancourt       | Jimmy Turgis           |          |
| 2014 | Gaëtan Bille        | Olivier Pardini        | Jānis Dakteris         |          |
| 2015 | Dimitri Claeys      | Joeri Calleeuw         | Stan Godrie            |          |
| 2016 | Timothy Dupont      | Rudy Barbier           | Julien Van Haverbeke   |          |
| 2017 | Roy Jans            | Cameron Bayly          | Bram Welten            |          |
| 2018 | Kenny Dehaes        | Emiel Vermeulen        | Romain Feillu          |          |
| 2019 | Jens Reynders       | Jason Tesson           | Robin Stenuit          |          |
| 2020 | abgesagt            | abgesagt               | abgesagt               | abgesagt |
| 2021 | Emiel Vermeulen     | Simon Daniels          | Damien Ridel           |          |
| 2022 | Laurence Pithie     | Rait Ärm               | Morne Van Niekerk      |          |
| 2023 | Rait Ärm            | Morne Van Niekerk      | Dylan Vandenstorme     |          |
| 2024 | Théo Delacroix      | Steffen De Schuyteneer | Maxime Jarnet          |          |